# Micularia
Micularia es un género de hongos en la familia Elsinoaceae.